# علی جی
آلیستر لزلی گراهام معروف به علی جی یک شخصیت تخیلی طنز است که توسط کمدین انگلیسی ساشا بارون کوهن خلق و اجرا شده است.
علی جی اولین بار در سال ۱۹۹۸ به عنوان «صدای دایوف» در برنامه ساعت ۱۱ کانال ۴ بریتانیا ظاهر شد و متعاقباً در اوایل دهه ۲۰۰۰ به عنوان شخصیت اصلی برنامه داعلی جی شو تبدیل شد و همچنین شخصیت اصلی فیلم علی جی اینداهاوس بود. در نظرسنجی سال ۲۰۰۱ توسط کانال ۴، علی جی در فهرست ۱۰۰ شخصیت برتر تلویزیون در رتبه هشتم قرار گرفت.